# 海南郵便局 (徳島県)
海南郵便局（かいなんゆうびんきょく）は、徳島県海部郡海陽町にある郵便局。民営化前の分類では集配特定郵便局であった。

## 概要
住所：〒775-0299 徳島県海部郡海陽町四方原町西132

## 沿革
- 1923年（大正12年）9月16日 - 川東郵便局として開局。
- 1958年（昭和33年）4月1日 - 海南郵便局に改称[1]。
- 1970年（昭和45年）7月24日 - 浅川郵便局から和文電報配達業務を移管。
- 1973年（昭和48年）3月26日 - 海部郡海南町大里から同町四方原に移転。
- 2006年（平成18年）10月16日 - 川上郵便局から「775-04xx」区域の集配業務を移管[2]。
- 2007年（平成19年）10月1日 - 民営化に伴い、併設された郵便事業阿南支店海南集配センターに一部業務を移管。
- 2012年（平成24年）10月1日 - 日本郵便株式会社発足に伴い、郵便事業阿南支店海南集配センターを海南郵便局に統合。
- 2013年（平成25年）5月20日 - 海部郵便局から「775-03xx」区域の集配業務を移管。

## 取扱内容
- 郵便、印紙、ゆうパック、内容証明
- 貯金、為替、振替、振込、国際送金、国債
- 生命保険、バイク自賠責保険
- 地方公共団体事務（海陽町ごみ袋の販売）
- ゆうちょ銀行ATM
- 海部郡海陽町内の一部地域（旧海南町域・旧海部町域：〒775-02xx、775-01xx、775-03xx、775-04xx）の集配業務

## 周辺
- 海陽町立海南小学校
- 徳島県立海部高等学校
- 海陽町役場
- 海部川

## アクセス
- JR牟岐線・阿佐海岸鉄道阿佐東線 阿波海南駅から北へ100m（徒歩約4分）
- 徳島バス・徳島バス南部 海部高校前停留所下車
- 国道55号沿い
- 駐車場あり：5台